# Relación cuantitativa estructura actividad
La relación cuantitativa estructura-actividad (en inglés, Quantitative structure-activity relationship, QSAR, o bien, quantitative structure-property relationship, QSPR) es el proceso por el cual la estructura química se correlaciona cuantitativamente con un proceso bien definido, como la actividad biológica (unión de un fármaco con un receptor) o la reactividad química (afinidad de una sustancia por otra para que produzcan una reacción). 
Por ejemplo, la actividad biológica se puede expresar cuantitativamente como la concentración requerida de una substancia para dar una cierta respuesta biológica. Además, cuando las propiedades fisicoquímicas o las estructuras se expresan mediante números, podemos construir una relación matemática, o relación cuantitativa estructura-actividad, entre las dos. La expresión matemática puede entonces usarse para predecir la respuesta de otras estructuras químicas.
La forma matemática más general de QSAR es:
{\displaystyle \quad Actividad\quad =\quad f(propiedades\quad fisicoqu{\acute {i}}micas\quad y/o\quad propiedades\quad estructurales)\,}
Este método asigna parámetros a cada grupo químico, de forma que al modificar la estructura química puede valorarse la contribución de cada grupo funcional a la actividad del fármaco o del tóxico en cuestión y a partir de ahí, cómo variará la actividad de esa sustancia.

## Antecedentes históricos
Los primeros acercamientos a la correlación entre la estructura de las moléculas y sus propiedades o actividades podemos encontralos en:
- Cros estudió en 1863 el aumento del punto de ebullición y del punto de fusión, en alcanos, al aumentar el número de átomos de Carbono y la masa molecular. Asimismo observó una disminución de la solubilidad en agua, en alcoholes, al aumentar el número de átomos de Carbono y la masa molecular.[2]
- Hans Horst Meyer en 1899 y Charles Ernest Overton en 1901 observan un aumento en la toxicidad de los alcoholes al aumentar logP (coeficiente de partición aceite/agua), lo que resulta un caso típico de relación entre propiedades fisicoquímicas y actividad biológica.
- Corwin Hansch y su equipo, en 1964, promovieron la hipótesis QSAR ("moléculas semejantes tendrán un comportamiento semejante"), que cuantificaron en forma de ecuación:

{\displaystyle Toxicidad\,=\,a\,+\,b\ logP\,+\,c\ E\,+\,dS}
logP: coeficiente de reparto = término que cuantifica las mayores o menores cualidades hidrófobas.
E: término que cuantifica los aspectos electrónicos de la molécula.
S: término que cuantifica los aspectos estéricos y de forma.
El primero de esos términos señala la probabilidad o capacidad de alcanzar la molécula-diana. Los otros dos términos señalan la probabilidad de interaccionar de modo eficaz con esa diana.

## La relación estructura-actividad (SAR) y la paradoja de la relación estructura-actividad (SAR)
La suposición básica de todas las hipótesis basadas en la molécula es que moléculas semejantes tendrán una actividad similar. Este principio cualitativo es también llamado relación estructura-actividad o SAR, Structure-Activity Relationship. El problema subyacente es cómo definir una pequeña diferencia a nivel molecular, porque cada tipo de actividad (por ejemplo, capacidad de reacción química, capacidad de biotransformación, solubilidad, etc) podría depender de otra diferencia. Un buen ejemplo fue dado con la revisión del bioisosterismo de Patanie/LaVoie.
En general, estamos más interesados en encontrar tendencias claras. Las hipótesis dependen usualmente de un conjunto finito de datos químicos.
Luego, el principio de inducción debería ser respetado para evitar un exceso de hipótesis e interpretaciones inútiles sobre los datos estructurales/moleculares.
La paradoja del SAR se refiere al hecho de que no es cierto que todas las moléculas similares tengan actividades similares.

## Tipos

### Basada en el fragmento (contribución del grupo)
Se ha demostrado que logP (logaritmo del coeficiente de reparto) de un compuesto se puede determinar por la suma de los fragmentos que componen su molécula. Los valores de logP fragmentarios se han determinado estadísticamente. Este método da resultados mixtos y generalmente no se confía en que proporcione una precisión de  ±0.1 unidades.

### 3D-QSAR
3D-QSAR se refiere a la aplicación de cálculos del campo de fuerza que necesitan estructuras tridimensionales, como la cristalografía de proteínas o la superposición de moléculas. Emplea potenciales calculados, por ejemplo el potencial de Lennard-Jones, antes que constantes experimentales y se interesa por la molécula completa antes que por un simple sustituyente. Examina los campos estéricos (forma de la molécula) y los campos electrostáticos basados en la función de energía aplicada.
El espacio de datos creado habitualmente se reduce posteriormente siguiendo una extracción de variables (ver también reducción de dimensionalidad). El siguiente método de aprendizaje puede ser cualquiera de los ya mencionados métodos de máquinas de aprendizaje, como las máquinas de vectores de soporte.
La mayoría de los estudios indican que los químicos prefieren los métodos de mínimos cuadrados parciales (PLS o Partial Least Squares), ya que aplican extracción de variables y el  la inducción en un solo paso.

### Minería de datos
Para el proceso de codificación es necesario habitualmente calcular un gran número de variables o descriptores moleculares, que pueden carecer de la capacidad de interpretación estructural. En combinación con los últimos métodos de aprendizaje aplicado o durante la etapa de preprocesamiento, se produce un problema de selección de variables
Algunos ejemplos típicos de predicción basados en la minería de datos son: las máquinas de vectores de soportes, los árboles de decisión y las redes neurales para inducir un modelo predictivo de aprendizaje.
Las propuestas de minería de moléculas, un caso especial de minería de datos estructurados, aplica una matriz de similitud (matriz de adyacencia o matriz de distancia), o bien, un esquema de fragmentación automática en subestructutas moleculares. Existen además otras propuestas que emplean el grafo molecular, una representación de los enlaces de la molécula,  que a su vez, puede ser subdividido en subgrafos que dependen del número de ejes interconectados al vértice. Estos subgrafos se clasifican según su orden y su tipo y se puede encontrar semejanza entre moléculas tras la búsqueda del máximo subgrafo común o gráfico kernel.

### Parámetros o descriptores moleculares
La elección de variables que se realiza en un esquema 3D-QSAR conduce a un conjunto de parámetros o descriptores moleculares, que se pueden calcular a partir de datos experimentales o de modelos teóricos (Método de Hansch/Fujita, Método de Nys y Rekker, Método ΣF-SYBYL de Rekker, CLogP, MOLCAD, Chemical-2) . 
Entre estos parámetros podemos encontrar:
- Descriptores de propiedades fisicoquímicas: 
  - Descriptores de efectos hidrófobos: Como el coeficiente de reparto o de partición aceite/agua, una razón de las concentraciones de una sustancia entre dos fases en equilibrio, o la constante hidrofóbica del sustituyente, π.
  - Descriptores de efectos electrónicos: Estos efectos son el efecto inductivo (F) y la resonancia (R) y son estudiados mediante la ecuación de Hammett.
  - Descriptores de efectos estéricos: Se emplea el parámetro Es, factor estérico de Tafts, con el coeficiente δ que representa la sensibilidad de la reacción a los efectos estéricos, los parámetros de Verloop y Tipker o la refractividad molar.
- Descriptores de propiedades topológicas
  - índices de conectividad
- Descriptores de propiedades estructurales
  - presencia de subestructuras o grupos funcionales (sustituyentes en orto de un centro de reacción, sustituyentes contiguos o grupos formadores de puentes de hidrógeno)
  - frecuencia en presencia
- Descriptores de propiedades electrónicas: constante de ionización y momento dipolar.
  - a partir de cálculos de orbitales
- Descriptores de propiedades geométricas
  - a partir de cálculos de superficies

## Juzgando la calidad de los modelos QSAR
Las relaciones QSAR representan modelos estadísticos predictivos derivados de la aplicación de herramientas estadísticas que correlacionan la actividad biológica (incluyendo el efecto terapéutico deseable y los efectos secundarios no deseables) de las sustancias químicas (drogas/tóxicos/contaminantes) con descriptores representativos de la estructura molecular y/o propiedades moleculares. QSAR se está aplicando en muchas disciplinas como evaluación de riesgos, predicción de toxicidad, y decisiones regulatorias además de descubrimiento de fármacos y optimización de productos. Obtener un modelo QSAR de buena calidad depende de muchos factores, tales como la calidad de los datos biológicos, la elección de descriptores y métodos estadísticos. Cualquier modelización QSAR debería conducir en último término a modelos estadísticamente robustos capaces de hacer predicciones precisas y fiables de las actividades biológicas de los nuevos compuestos.  
Para validar los modelos QSAR se adoptan habitualmente cuatro estrategias:
1. validación interna o validación cruzada (validación cruzada);[13]
2. validación por división del conjunto de datos en compuestos (muestras) de entrenamiento y de prueba;
3. validación externa verdadera por aplicación del modelo sobre datos externos y
4. aleatorización de datos o Y-scrambling.

El éxito de cualquier modelo QSAR depende de la precisión de los datos iniciales, selección de los descriptores apropiados y herramientas estadísticas, y lo más importante, la validación del modelo desarrollado. La validación es el proceso por el cual se establecen la fiabilidad y relevancia de un procedimiento para un propósito es. Dejar algo fuera de la validación cruzada conduce generalmente a una sobrestimación de la capacidad predictiva e, incluso con validación externa, no podemos asegurar si la selección de los conjuntos de muestras de entrenamiento y de prueba fueron manipulados para maximizar la capacidad predictiva del modelo publicado. Entre los aspectos de la validación de los modelos QSAR que deben revisarse cuidadosamente se incluyen los métodos de selección de los compuestos del conjunto de entrenamiento, el modo de establecer el tamaño del conjunto de entrenamiento y el impacto de la selección de variables sobre los modelos del conjunto de entrenamiento para determinar la calidad de la predicción. Ee también importante el desarrollo de nuevos parámetros de validación para juzgar la calidad de los modelos QSAR.

## Aplicaciones

### Químicas
Una de las primeras aplicaciones históricas de las aplicaciones QSAR fue la predicción de los puntos de ebullición.
Es bien conocido, por ejemplo, que dentro de una determinada familia de compuestos químicos, especialmente de química orgánica, existe una correlación fuerte entre la estructura y las propiedades observadas. Un ejemplo sencillo es la relación entre el número de átomos de carbono en alcanos y su punto de ebullición. Hay una tendencia clara en elaumento del punto de ebullición con el incremento del número de átomos de carbono y esto sirve como medio de predecir el punto de ebullición de los alcanos superiores. 
Otras aplicaciones muy interesantes son los métodos de la ecuación de Hammett, que se indica más abajo, la ecuación de Taft y la predicción de la constante de disociación de los ácidos, Ka.
{\displaystyle log{\frac {K_{x}}{K_{H}}}=Alog{\frac {K'_{x}}{K'_{H}}}=\rho \sigma }
En la ecuación de Hammett anterior, se relacionan las constantes de disociación de dos reacciones de ionización del ácido benzoico con el anillo benzoico sin sustituir KH) y del ácido fenilacético con el anillo también sin sustituir, (K'H). 
El valor σ puede tomar tres tipos de valores numéricos según el tipo de sustituyente:  σ=0 cuando el sustituyente es el hidrógeno, σ>0 cuando es un aceptor de electrones y σ<0 cuando es un donador de electrones. 
El valor de ρ (pendiente de la función de la ecuación) mide la sensibilidad de la reacción: el valor puede ser positivo o negativo,; si ρ es grande, la reacción es muy sensible; y el signo del valor refleja la presencia de cargas negativas o positivas. No obstante, existen tres excepciones a la función lineal de la ecuación de Hammett: p-CO2Et, p-SO2Me, p-NO2, debido a la resonancia. En estos casos se introducen nuevos parámetros:  {\displaystyle \sigma _{p}^{-}} (para sustituyentes aceptores de electrones que interactúan por resonancia con un centro de reacción rico en electrones) y {\displaystyle \sigma _{p}^{+}} (para un grupo donador que por resonancia interactúa con un centro de reacción deficiente en electrones).

### Biológicas
La actividad biológica de las moléculas se mide habitualmente en ensayos para establecer el nivel de inhibición de determinadas transducciones de señales o rutas metabólicas. Las sustancias químicas pueden ser también biológicamente activas si poseen toxicidad. El descubrimiento de fármacos, a menudo, supone el uso de QSAR para identificar las estructuras químicas que podrían tener buenos efectos inhibidores sobre una diana biológica específica y tener baja toxicidad (actividad no-específica). La predicción del coeficiente de partición, log P, es de especial interés. Es una medida importante en la identificación de sustancias con potencial farmacológico de acuerdo con la regla de cinco de Lipinsky. 
Mientras que muchos análisis de las relaciones cuantitativas estructura-actividad suponen la interacción de una familia de moléculas con una enzima o con un sitio receptor de acoplamiento, QSAR puede usarse también para estudiar las interacciones en el dominio estructural de las proteínas. Las interacciones proteína-proteína pueden analizarse cuantitativamente mediante las variaciones estructurales resultado de la mutagénesis sitio-dirigida.
En la toxicología computacional moderna, los modelos QSAR se integran con algoritmos de aprendizaje automático como redes neuronales profundas y máquinas de vectores de soporte. Estas herramientas permiten predecir perfiles de toxicidad con alta precisión utilizando grandes conjuntos de datos experimentales y propiedades moleculares calculadas. Esto ha permitido sustituir parcialmente estudios in vivo por evaluaciones in silico más rápidas y reproducibles, y ha sido respaldado por iniciativas regulatorias como el programa ToxCast de la EPA.
Eso es parte del método del aprendizaje automático que reduce el riesgo de una paradoja SAR (relación estructura-actividad), especialmente teniendo en cuenta que sólo está disponible una cantidad finita de datos.  (Véase también el Estimador No-sesgado de mínima varianza, MVUE). En general todos los problemas QSAR pueden dividirse en codificación y aprendizaje.

### Dominio de aplicabilidad
Como el uso de los modelos (Q)SAR para gestión del riesgo químico aumenta de modo constante y también se emplea para propósitos de regulación, es de crucial importancia que sea capaz de evaluar la fiabilidad de las predicciones. El espacio de descriptores químicos extendido para un determinado conjunto de entrenamiento de compuestos químicos se llama dominio de aplicabilidad. Ofrece la oportunidad de evaluar si se pueden hacer predicciones fiables sobre un compuesto.